# Municipio de Pastores
Municipio de Pastores är en kommun i Guatemala.   Den ligger i departementet Departamento de Sacatepéquez, i den sydvästra delen av landet, 26 km väster om huvudstaden Guatemala City.